# Winkl, Reichenau
Winkl je naselje v Občini Reichenau v Okraju Trg na Koroškem v Avstriji.